# Pamír
A Pamír (tádzsikul: Кӯҳҳои Помир) hegység Közép-Ázsiában, a Himalája, Tien-san, Karakorum, Kunlun és Hindukus hegységek találkozásánál. Az Eurázsiai-hegységrendszer tagja.
Legmagasabb hegyei a 7495 méter magas Iszmoilí Szomoní-csúcs (1998-ig: Kommunizmus-csúcs), a 7134 méter magas Ibn Szína-csúcs (vagy Lenin-csúcs)  és a 7105 méteres Korzsenyevszkaja-csúcs. Sok gleccser található a hegység területén, köztük a Fedcsenko-gleccser, amely 77 km-es hosszával a leghosszabb a sarki régión kívül.

## Leírása
A Pamír az Eurázsiai-hegységrendszer fiatal gyűrt övezetének egyik nagy csomózódási pontja. Nevét a hatalmas, erősen eljegesedett csúcsai között fekvő magas fennsíkok helyi nevéről kapta. Lejtőin mély, meredek falú folyóvölgyek alakultak ki. Keleti nyúlványa, a Tarim-medence fölött fekvő gerince különösen magas (Musztag-Ata, 7456 m; Kongur, 7719 m).

## Térképek

A Pamír a politikai határokkal
Domborzati térkép (angol)
Természetvédelmi területek (francia)
Vegetációs térkép (biomok)